# البهائية في البحرين
يعود تاريخ البهائية في البحرين إلى نشأتها، فأهالي الخليج كانوا ضمن أوائل من استقبلوا المبادئ والتعاليم البهائية التي جاء بها بهاءالله، مؤسس الدين البهائي. يؤمن البهائيون بوحدانية الله، ويسعون للخدمة والمساهمة في خير البشرية، ويشاركون مجتمعاتهم في برامجها التنموية، وفي مملكة البحرين كذلك يشارك البهائيون في بناء مجتمعهم ويسعون جنبا إلى جنب مع أخوتهم في الوطن والإنسانية لتنمية حياتهم الروحية والمادية، ويعززون بذلك مبدأ أساسيا وهو وحدة الجنس البشري وجعل العالم مكانا أفضل ينعم بالسلام والوئام، وذلك من خلال مشاركتهم الفاعلة في الحياة الاجتماعية مثل الجمعية البهائية الاجتماعية والمجالس العائلية مثل مجلس جابري الثقافي. ومن أشهر رجالاتها أبو القاسم فيضي الذي شارك في أواسط القرن الماضي في مجال محو الأمية. وللبهائيين محفل مركزي منتخب يقوم بإدارة شؤون البهائيين بقرارات تتخذ بالتشاور في كل ما فيه خير مجتمعاتهم.

## البهائية في البحرين
يرجع تاريخ البهائية في البحرين إلى نشأتها، فأهالي الخليج كانوا ضمن أوائل من استقبلوا المبادئ والتعاليم البهائية التي جاء بها بهاء الله مؤسس الدين البهائي، وآمن عدد منهم برسالته، وقد ساهم الترابط الاجتماعي بين الأهالي في مختلف أرجاء المنطقة وروح المودة التي تميز بها سكان الخليج عموما والبحرين على وجه الخصوص في خلق تنوع في الأفكار والمعتقدات، مما أدى إلى تكامل طبيعي بين كافة شرائح المجتمع ومكوناته.  وقد كانت المنامة مكاناً لأكبر  تجمع للبهائيين في البحرين. يعمل بهائيو البحرين في كل ما يخدم وطنهم ، إيمانا منهم بأن الدين هو سبب الألفة والمحبة بين العباد فهم يعملون مع أخوتهم في الجيرة والوطن لتوحيد الرؤى وإزالة التعصب من أجل رقي المجتمع ورخائه ووحدته، وذلك عن طريق تطبيق تعاليم دينهم من خلال المشاركة الفعالة مع أبناء مجتمعهم لبناء قيم روحانية واخلاقية تساعدهم على المساهمة معا في بناء حضارة إنسانية تتقدم ماديا وروحانيا في آن واحد.
قائمة الشخصيات البهائية البحرينية حافلة بالعديد من الرجال والسيدات الذين أخلصوا لمجتمعهم وكانت لهم مساهمات في تنمية البحرين وتطويرها. ففي مجال التجارة والاقتصاد ساهم العديد منهم في تطوير قطاعات مختلفة. كما للعديد من البهائيين مساهمات مشهورة في مواقع إدارية وفنية في الشركات البحرينية القيادية كشركة ألبا وشركة نفط البحرين وبتلكو و طيران الخليج. وفتحت قيم المساواة وقبول الآخر المجال أمام العديد من البهائيين في البحرين ليتميزوا ويخدموا وطنهم في مجالات مختلفة مثل المجال الأكاديمي والطبي وقطاع المصارف والبنوك والاستثمارية والتأمين وتطوير الموارد البشرية والمحاماة والإذاعة. 

## مساهمة البهائيين في بناء المجتمع

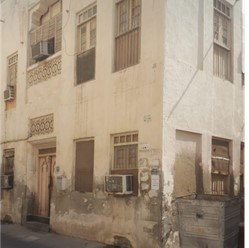
(صورة لحظيرة القدس) مكان تجمع البهائيين سابقا في مدينة المنامة في خمسينيات القرن الماضي

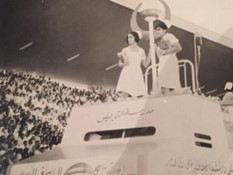
السيدة طاهرة جابري طالبة تمريض بهائية تشارك من قبل مدرسة التمريض في احتفالات عيد الجلوس الأول

يسعى البهائيون بكل جهد وبالتعاون مع كافة مكونات المجتمع البحريني إلى تنمية المجتمعات التي يعيشون فيها بشتى مناطق المملكة، والمساعدة في إيجاد المزيد من التقارب والتعاون في المجتمع، للبهائيين مشاركات عديدة في المشاريع والمبادرات التي تهدف إلى تنمية البيئة الاجتماعية وخدمة المجتمع، تتنوع هذه المساهمات من مشاريع ومشاركات على مستوى الأحياء والتجمعات السكنية المحلية وصولا إلى المشاركة في المشاريع الوطنية التي تخدم كافة أبناء مملكة البحرين، وانطلاقا من إيمانهم بأهمية التربية الأخلاقية والإنسانية للأطفال والناشئة واعتقادهم بأن التربية والتعليم وبناء الأجيال فرض وواجب روحي وإيماني على كل مؤمن، يولي البهائيون اهتماما خاصا بالمبادرات والمشاريع التي تهتم بالجوانب التعليمية والتربوية والأخلاقية للنشء من الطفولة المبكرة وصولا إلى مرحلة الشباب، ويرحب البهائيون بالعمل مع جميع من لديهم الرغبة في المساهمة في تنمية المجتمع يؤمن البهائيون بأن دينهم الجديد والمستقل هذا له القدرة على أن يوحد شعوب وقبائل العالم وسيعمل في المستقبل البعيد على إيجاد حضارة عالمية. والمساعدة على تأليف وتوحيد الجنس البشري تعتبر من الأهداف الرئيسية للجامعة البهائية. 

### مجلس جابري الثقافي
كما هي عادة العديد من العوائل البحرينية في تنظيم مجالس دورية يرتادها مختلف أبناء المجتمع بهدف تقوية أواصر الأخوة والمودة، وإحياءً لتراث بحريني عريق، يفتح مجلس جابري الثقافي أبوابه شهرياً بمنطقة الجسرة بمشاركة جميع اطياف المجتمع البحريني رجالاً ونساءً من مختلف الأعمار والأطياف والأفكار والخلفيات. يستضيف المجلس متحدثين من مختلف مكونات المجتمع من المهتمين بصناعة ثقافة التعايش والتسامح بهدف إغناء الحوار وتسليط الضوء على جوانب مختلفة مرتبطة بتعزيز الإخاء والتعايش في المجتمع 

### الجمعية البهائية الاجتماعية
تأسست الجمعية بموجب القرار الوزاري رقم 53 لسنة 2011م الصادر بتاريخ 16 نوفمبر 2011م  الجمعية البهائية الاجتماعية هي جمعية مسجلة من قبل وزارة العمل والتنمية الاجتماعية. تشارك الجمعية في الحوارات السائدة في البحرين، فهي تعمل مع الجميع لخلق مساحات مختلفة للحوار الجماعي والتشاور الذي يسمح بالمشاركة الجماعية والتعلم. كما تهدف الجمعية البهائية الاجتماعية إلى العمل والتعاون مع الجمعيات والمؤسسات من جميع القطاعات المختلفة في البحرين بهدف تعزيز الوحدة والوئام والتعايش، كما تهدف إلى تعزيز القيم التي من شأنها المساعدة في تقدم المجتمع نحو الازدهار مثل مساواة حقوق الرجال والنساء ، وتحقيق السلام ونبذ التعصب والتطابق بين العلم والدين واهمية التعليم والعدالة والكرامة الإنسانية. تستخدم الجمعية أدوات مختلفة مثل الندوات والدورات التدريبية والفنون لتعزيز هذه القيم الأخلاقية.

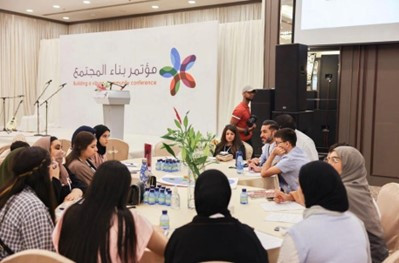
مؤتمر بناء المجتمع بمشاركة مختلف الأطياف

## العلاقة بين البهائية والإسلام
أن التأكيد على أن هناك دينا مستقلا عن باقي الأديان لا يعني أن هذا الدين قد بدأ من فراغ.  نشأ الدين البهائي من الإسلام مثلما نشأت المسيحية من عقيدة اليهود حول ظهور المسيح. وعليه تكون البهائية قد حققت الاعتقاد الإسلامي بمجيء اليوم الآخر. وعلى هذا السياق فإن الدين البهائي مستقل تماما عن دين نشأته. وهذا ما أكده أخيرا واعترف به أحد كبار علماء الإسلام وهو العالم الجليل سيد محمد حسين طباطبائي حيث قال صراحة: "الفرقة البابية والبهائية …. يجب أن لا تعتبر بأي حال فرق منشعبة من الشيعة". وأيضا: " حتى المسلمون السنة أقروا بعدم وجود ارتباط بينهم وبين الدين البهائي". وفي عام 1925 م أصدرت المحكمة الشرعية بمصر الحكم التالي: " عن البهائية دين جديد قائم بذاته له عقائد وأصول وأحكام خاصة تغاير وتناقض عقائد وأصول وأحكام الدين الإسلامي".
(يقبل البهائيون دون قيد أو شرط حقيقة وسماوية الأديان العظيمة الأخرى. يعتقد البهائيون بأن سيدنا إبراهيم وموسى وزرادشت وبوذا والمسيح ومحمداً هم جميعا رسل مبعوثون من جانب إله واحد)  وكما يعتقد المسلمون فإن البهائيين يؤمنون أيضا بأن هناك إلها واحدا لا شريك له وهو عظيم في ذاته ومقدس عن الإدراك وقد أظهر مشيئته للبشرية من خلال إرساله للأنبياء والمرسلين الذين يسمون عند البهائيين بمظاهر الله .

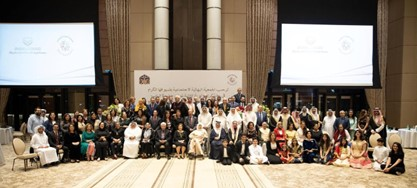
احدى برامج الجمعية البهائية الاجتماعية بمشاركة مختلف أطياف المجتمع البحريني

## المقبرة البهائية (الروضة الأبدية)
للبهائيين في البحرين مقبرة خاصة وهبها لهم المغفور له صاحب العظمة الشيخ سلمان بن حمد آل خليفة طيب الله ثراه. يطلق البهائيون على المقبرة اسم "الروضة الأبدية" إيمانا منهم بأن الجسد والروح معا يشكلان وجود الإنسان، وأن الحياة الحقيقية هي حياة الروح، وحين مفارقة الجسد يترقى للأبد، يقوم البهائيون بتلاوة صلاة الميت عادة بحضور الأهل والأصدقاء والجيران، وهي الصلاة المفروضة الوحيدة التي تتلى بصورة جماعية ومن ثم يؤدون مراسم الدفن. 

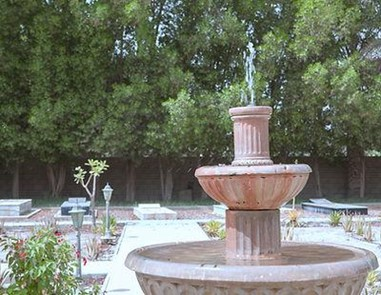
جانب من الروضة الأبدية (المقبرة البهائية في منطقة سلماباد)، حيث تتوسطها نافورة مياه

## أبو القاسم فيضي (1906-1980)

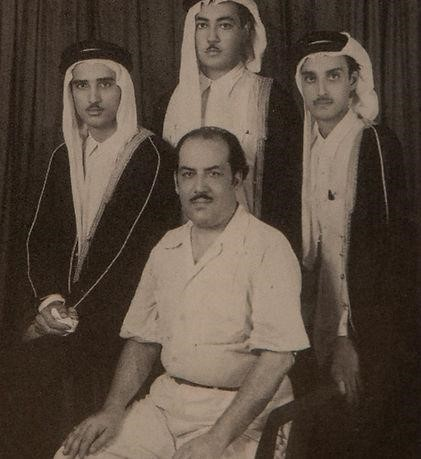
الأستاذ أبو القاسم فيضي مع بعض تلاميذه

الراحل الأستاذ أبو القاسم فيضي عاش في البحرين أواسط القرن الماضي، حيث كان أستاذا في التربية من خريجي إحدى الجامعات في بيروت وذو خبرة في مجال تعليم الأطفال وتربيتهم وكان ملما باللغة الإنجليزية، لذا لعب هو وعائلته دورا مهما في خدمة المجتمع البحريني آنذاك. كما كانت للأستاذ فيضي إسهامات مهمة في مجال محو الأمية أيضا، ففي الأربعينات تطوع هو وعدد من بهائيي البحرين لتنظيم بضع مبادرات لخدمة المجتمع، من بينها دروس محو الأمية. كما قامت زوجته بتطوير بعض الدورات لتعليم القراءة والكتابة للسيدات. 

## بهاء الله (رسول الدين البهائي)المقالة الرئيسة:بهاء الله
ولد بهاء الله عام 1817م، وكان أحد أفراد عائلة ارستقراطية في بلاد فارس. شغل أفراد أسرته مناصب سياسية هامة في الدولة لعدة أجيال. فقد كان والده الميرزا عباس وزير دولة لشؤون منطقة مازندران…. توفي والده عام 1839م وقد عرضت عليه وظيفة والده في الحكومة ولكنه رفضها رغم أنها كانت مغرية ماليا مما أثار دهشة وتعجب عائلته. ولكن بدلا من ذلك قضى السنين التالية في إدارة أملاك العائلة وتدريب وتربية شبابها والمشاركة بشكل واسع في الأعمال الخيرية مما حدا بأهالي المنطقة أن يدعوه "أبو الفقراء".
هذه المكانة لم تدم طويلا بعد إعلان بهاء الله دعمه لرسالة الباب . فقد طاله موجة العنف التي اندلعت على البابيين بعد إعدام الباب، لم يعاني فقط من تجريده من ممتلكاته بل إلى السجن والتعذيب والنفي إلى بغداد.   في 21 أبريل 1863م، وقبل مغادرته بغداد إلى إسطنبول، أقام بهاء الله وأتباعه لمدة اثني عشر يومًا في حديقة نجيب باشا في ضواحي بغداد، وفد عليه خلالها العديد من البابيين للاستماع إلى تعليماته وإرشاداته، وأعلن بهاء الله في تلك الأيام للحاضرين بأنه رسول الله والموعود الذي وعد الباب بمجيئه، ومنذ ذلك الكشف، أصبح أتباعه يعرفون بالبهائيين  ثم غادر إلى اسطنبول ثم أدرنه وأخيرا عكا حيث وصل إليها كسجين عام 1868م .  توفي بهاء الله في البهجة شمال عكا ودفن هناك. بدأت تعاليمه بالفعل في الانتشار خارج حدود الشرق الأوسط.

## عباس افندي (عبد البهاء)المقالة الرئيسة:عبدالبهاء
في السنوات الأولى من القرن العشرين، عرفه العالم العربي والإسلامي باسم عباس أفندي وعرفه العالم الغربي باسم عبدالبهاء. وصفه العديد من الشخصيات في الشرق والغرب بأسمى الأوصاف مثل "العالم العلامة" و"الشيخ الورع العظيم" و"معدن الفضل والكمال" و" أعجوبة عصره" و"نادرة دهره" و"سيد المصلحين" وكان يمتاز ب"سرعة الخاطر وسداد المنطق وسعة العلم ووفور الحكمة" ووصفه قادة الفكر في الغرب بأنه "سفير للإنسانية والسلام". شرح عباس أفندي لأهل عصره أن الأديان كلها فيض إلهي من ينبوع واحد، وبأن دين الله واحد. فأَكد بأن المحبة هي الضامن الوحيد لتحقيق الاتحاد والنجاح، فقال في إحدى خطبه: "حينما ننظر إلى عالم الوجود لا نرى أمراً أعظم من المحبة. فالمحبة سبب الحياة والمحبة سبب النجاة، والمحبة سبب الدخول في ملكوت الله، والمحبة سبب الحياة الأبدية" هو المثل الأعلى لتطبيق التعاليم التي أنزلت على حضرة بهاءالله وتعتبر قصص حياته أمثلة شاهدة لتلك التعاليم. عاش عباس أفندي معظم سنين حياته السبعة والسبعين مرافقاً والده في رحلات النفي المتتابعة التي فرضت عليهم آنذاك. كان حضرة عبدالبهاء يتحدث اللغة العربية بطلاقة وبلاغة، وكان على دراية تامة بالقرآن الكريم والتراث الأدبي العربي.كما أشير إليه في عصره كمؤيد للكرامة والحقوق المتأصلة لجميع الشعوب وكنصير للتسامح الديني عالميا، وكمثل أعلى للوحدة الجوهرية لجميع أفراد الأسرة البشرية. في أواخر سنين حياته  سنة 1910م سافر إلى مصر ومنها إلى الأقطار الأوربية وأمريكا ولاقى فيها من جميع فئات الناس الترحيب والتبجيل وتسابق الجماهير للقائه والاستماع إليه في معالجته لمشاكل العصر ومستقبل الإنسانية ووحدة الأديان في اجتماعات خاصة وعامة عقدت في البيوت والنوادي الثقافية ودور العبادة والجامعات، وخطب في أكثر الكنائس والمعاهد العلمية وأثبت بلسان طلق فصيح وجود الذات الإلهية وأحقية جميع الرسل على السواء ببراهين مقنعة، وقد ترجمت جميع تلك الخطب إلى عدة لغات ونشرت في الجرائد الأوربية والأمريكية وغيرها، ألقى عباس أفندى خطابات في مؤتمرات للسلام كما ألقى خطابات في اجتماعات ضخمة  في جامعات مرموقة، وشارك في مؤتمرات لنبذ التمييز العنصري، ففي الشرق وخاصة في العالم العربي بين بيروت وعكا وحيفا والإسكندرية والقاهرة، امتدت صِلاته لتشمل الشيخ الإمام محمد عبده، والأمير شكيب أرسلان، والمؤرخ محمد جميل بيهم، والشيخ يوسف علي وسليم قبعين، ومحمود عباس العقاد، والشيخ محمد بخيت، ومفتي حيفا الشيخ محمد مراد، والأمير محمد علي ابن الخديوي توفيق، والخديوي إسماعيل، والشاعر وديع البستاني، والكاتب إميل زيدان، وجبران خليل جبران. كما تأثر بشخصية عباس أفندي بصورة غير مباشرة كل من الكاتب اللبناني أمين الريحاني وزميله ميخائيل نعيمة، ومحرّري أمّهات الصّحف في القاهرة والإسكندريّة وغيرهم من أقطاب الهيئات الدّينيّة الشّهيرة وممثّليها حتى ومن قبل أن يحط حضرة عبد البهاء بقدميه في أرض مصر الطّيبة. بهذه الكلمات قدم الاستاذ عبدالرحمن البرقوقي صاحب مجلة البيان (القاهرة) عباس أفندي إلى القراء: "بين ظهرانينا الآن وبمرأى منا ومسمع رجل من نوابغ القرن العشرين بل من نوابغ العالم جميعا".
أقامت الجمعية البهائية الاجتماعية بتاريخ 21 أكتوبر 2021 احتفالاً بمناسبة الذكرى المئوية لتخليد أعمال عبدالبهاء عباس افندي الذي تبوأ مكانة فريدة متميزة بين اهل عصره، برعاية سامية من مقام حضرة صاحب الجلالة الملك حمد بن عيسى آل خليفة عاهل ملك مملكة البحرين. 

## المحفل الروحاني المركزي للبهائيين في البحرين
يوجد في كل قُطرٍ محفل روحاني مركزي يتألف من تسعة أعضاء. وينتخب الأعضاء من بين البهائيّين، رجالاً ونساءً، الذين أتموا سن الحادية والعشرين. ويُشرف المحفل الروحاني المركزي على إدارة شؤون البهائيّين في تلك الدولة. ومن مسئوليات أعضاء المحافل الرّوحانيّة المحليّة التشاور في خدمة مجتمعهم، ويتم اتخاذ القرارات بالإجماع بعد إجراء المشورة وإلاّ فبالأكثرية.

## بيت العدل الأعظمالمقالة الرئيسة:بيت العدل الأعظم
هو أعلى مؤسسة بهائية تشرف على الجامعة البهائية بشكل عام في العالم، وتنوب عنها المحافل الموجودة في كل أقليم 
وضع بهاء الله مقومات تأسيس بيت العدل الأعظم في الكتاب الأقدس، وقد انتُخبت هذه الهيئة العليا للدين البهائي لأول مرةٍ سنة 1963م
ويقوم بمهماته التشريعية والقضائية وسن القوانين والتشريعات التي لم يرد لها نص في النصوص البهائية وهي صلاحية منحه إياها بهاء الله في الكتاب الأقدس. ورسم الخطط لنمو الجامعة البهائية العالمية، ونضوج هيئاتها الإدارية، والتأثير إيجابيًا فيما يعود بالخير والمنفعة العامة على الناس كافةً. ويدعو بهاءالله بيت العدل الأعظم لكي يسعى لإحلال السلام الدائم بين أمم العالم ودُوَله، وتربية العباد، وازدهار الحضارة الإنسانية. ويقوم بيت العدل الأعظم بتنظيم حملاتٍ وتنفيذ مبادراتٍ مختلفةٍ للدعوة للسلام العالمي، وتطوير المشاريع التي تدعم التعليم، وحقوق الإنسان، و تحسين أوضاع المرأة، ومشاريع التنمية الاجتماعية والاقتصادي. 
وقام البهائيون بالحفاظ على الميثاق الذي شرعه بهاء الله بنظامه الإداري، والذي طور مفاهيمه عبد البهاء وكذلك من بعده شوقي أفندي، وعلى هذه الأسس تم إنشاء النظم الإداري البهائي. 

## روابط خارجية
الجامعة البهائية العالمية
المكتبة البهائية العربية
البهائيون في البحرين
مقال: البهائية في البحرين.. التاريخ والمعتقد
الجمعية البهائية الاجتماعية
مقال: جلسة بهائية شهرية في البحرين تحض على التعايش ونبذ العنف